# El Faro de Ceuta
El Faro de Ceuta è un quotidiano spagnolo pubblicato a Ceuta nel 1934.

## Storia
Uscì per la prima volta il 2 ottobre 1934. Sebbene ufficialmente indipendente, la testata era molto vicina al Partito Repubblicano Radicale.
Nel 1988 Elisa Beni fu nominata direttrice del El Faro de Ceuta che divenne così il primo quotidiano spagnolo ad essere diretto da una donna.